# مش جراحی
مش جراحی یک ایمپلنت پزشکی است که از توری بافته شده آزاد ساخته شده است که در جراحی به عنوان یک تکیه گاه ساختاری دائمی یا موقت برای اندام‌ها و سایر بافت‌ها استفاده می‌شود. مش جراحی را می‌توان هم از مواد معدنی و هم از مواد بیولوژیکی تهیه کرد و در انواع جراحی‌ها استفاده می‌شود، اگرچه ترمیم فتق رایج‌ترین کاربرد است. همچنین می‌تواند برای کارهای بازسازی، مانند پرولاپس اندام لگنی یا برای ترمیم نقایص فیزیکی (عمدتاً دیواره‌های حفره بدن) که در اثر برداشتن وسیع یا از دست دادن بافت آسیب‌زا ایجاد می‌شود، استفاده شود.

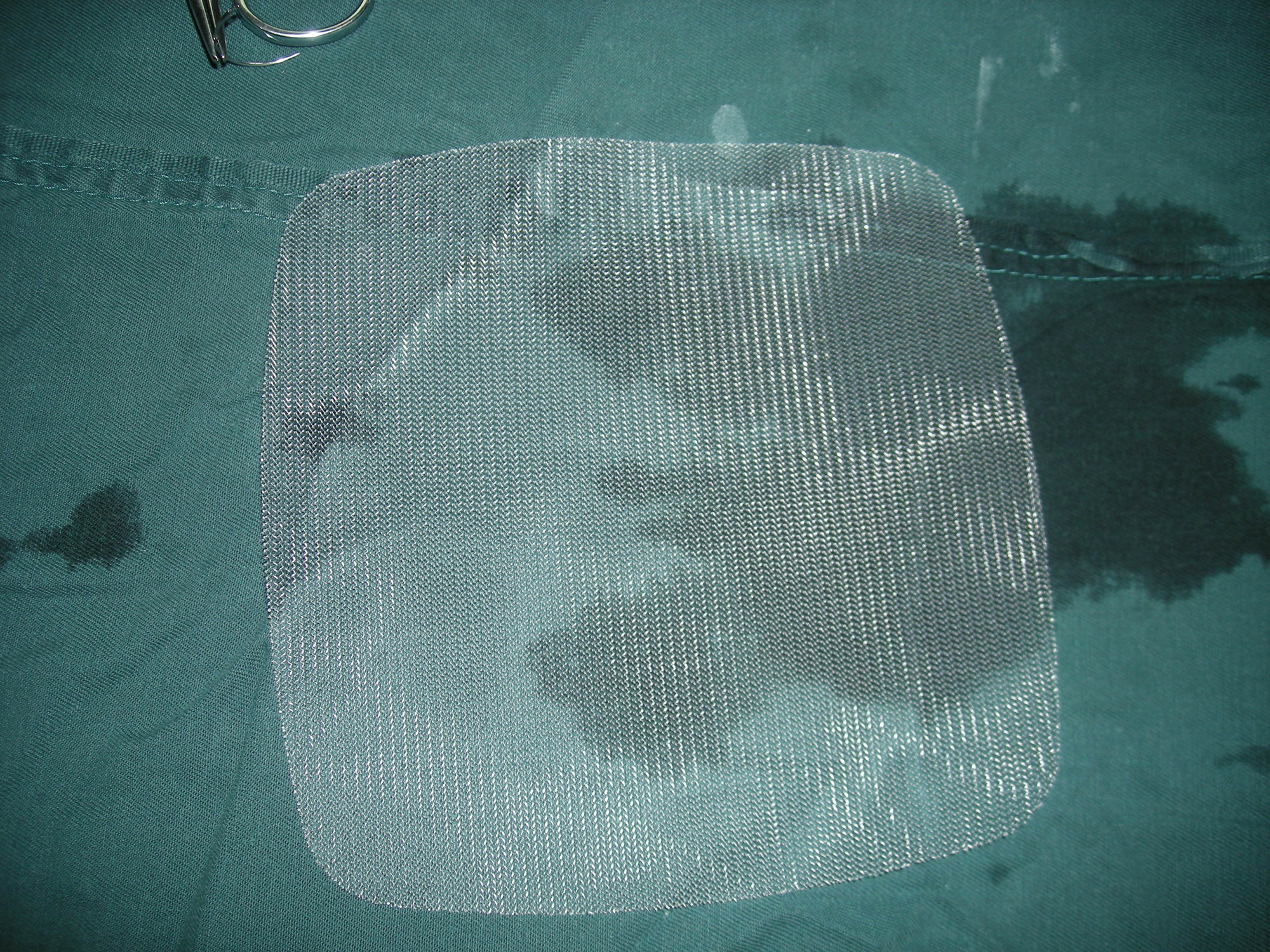
مش جراحی ساخته شده از پلی پروپیلن که برای فتق استفاده می‌شود

مش‌های دائمی در بدن باقی می‌مانند، در حالی که مش‌های موقتی با گذشت زمان حل می‌شوند. یک مش موقت در سال ۲۰۱۲ نشان داده شد که پس از سه سال در یک آزمایش علمی روی گوسفند کاملاً حل می‌شود. برخی از انواع توری مش‌های دائمی و موقت را ترکیب می‌کنند که شامل ویکریل قابل جذب، ساخته شده از اسید پلی گلیکولید و پرولن، پلی پروپیلن غیرقابل جذب است.
داده‌های رفتارهای مکانیکی و بیولوژیکی مش در داخل بدن ممکن است همیشه منعکس کننده شرایط درون بدن انسان به دلیل آزمایش در موجودات غیرانسانی نباشد. بیشتر گزارش‌های منتشر شده روی موش‌ها آزمایش می‌کنند، بنابراین احتمال وجود تفاوت‌های احتمالی در بدن انسان ایجاد می‌شود. همچنین، اکثر تحقیقات منتشر شده به مش‌هایی اشاره می‌کنند که در حال حاضر به دلیل عوارض پس از جراحی از بازار تجهیزات پزشکی غیرمجاز هستند. علاوه بر این، فقدان پروتکل‌های نظارتی مورد تأیید FDA و رویه‌های عملیاتی استاندارد جهانی منجر به انواع روش‌های آزمایش مختلف از محققی به محقق دیگر می‌شود. آزمایش ممکن است نتایج متفاوتی برای برخی از مشها پیدا کند.

## مصارف پزشکی
عملکرد اصلی مش جراحی حمایت از اندام‌های افتادگی موقت یا دائمی است. بیشتر در جراحی فتق در شکم استفاده می‌شود، زمانی که عضوی از عضلات شکم بیرون می‌زند، لازم است. مش جراحی همچنین ممکن است برای بازسازی دیواره لگن یا واژن در زنان استفاده شود و به عنوان راهنمای رشد بافت آسیب دیده اضافه شود. در حالت ایده‌آل، این ایمپلنت‌ها باید به اندازه کافی قوی باشند تا بتوانند در برابر بارهای مکانیکی در هر ناحیه از بدن که بخشی از آن شوند، دوام بیاورند.

### جراحی فتق
جراحی فتق یکی از رایج‌ترین کاربردهای فعلی مش جراحی است. فتق زمانی رخ می‌دهد که اندام‌ها یا بافت چربی از طریق منافذ یا نواحی ضعیف عضلانی، معمولاً در دیواره شکم، برآمده می‌شوند. مش جراحی برای تقویت ترمیم بافت و به حداقل رساندن میزان عود کاشته می‌شود. جراحی را می‌توان به صورت لاپاراسکوپی (داخلی) یا باز با انواع مواد موجود برای پروتز انجام داد. پلی پروپیلن (PP) پرمصرف‌ترین نوع مش است، اگرچه ممکن است پس از کاشت برای بیمار ناراحت‌کننده باشد. نوع دیگری که در جراحی فتق کمتر مورد استفاده قرار می‌گیرد پلی اتیلن ترفتالات (PET) است که با عوارضی مواجه است زیرا پس از چند سال کاشت به راحتی تخریب می‌شود و اثرات جراحی را از بین می‌برد. پلی تترا فلوراتیلن (PTFE) نیز استفاده می‌شود، اما به شکل فویل تولید می‌شود و به سختی در بافت اطراف ادغام می‌شود، بنابراین ثبات خود را از دست می‌دهد.

### جراحی لگن
مشابه جراحی فتق، مش‌های مصنوعی ممکن است برای پرولاپس اندام در ناحیه لگن نیز استفاده شود. افتادگی اندام لگن در ۵۰ درصد از زنان بالای ۵۰ سال با سابقه یک یا چند زایمان طبیعی در طول زندگی رخ می‌دهد. جراحی مش را می‌توان در نواحی مختلف ناحیه لگن مانند سیستوسل، رکتوسل و واژینال یا رحم انجام داد. متداول‌ترین ماده مورد استفاده، مانند جراحی فتق، PP است که زیست سازگاری قابل قبولی در داخل منطقه در نظر گرفته می‌شود. پاسخ التهابی خفیفی را القا می‌کند اما تمایل به چسبیدن به احشاء دارد.
دیواره واژن دارای سه لایه است: تونیکا مخاطی، عضلانی، آونتیتیا. هنگامی که پرولاپس رخ می‌دهد، الیاف صاف عضلانی در معرض خطر قرار می‌گیرند. پرولاپس در زنان نیز برای افزایش سفتی لگن، به ویژه زنان یائسه دیده شده است. مش جراحی که در بازسازی لگن استفاده می‌شود باید با این سفتی مقابله کند، اما اگر مدول الاستیسیته خیلی زیاد باشد، به اندازه کافی از اندام‌ها حمایت نمی‌کند. برعکس، اگر مش خیلی سفت باشد، بافت فرسایش می‌یابد و پاسخ‌های التهابی باعث عوارض پس از جراحی می‌شود. پس از کاشت، مش پلی پروپیلن گاهی اوقات ریزترک، پوسته پوسته شدن الیاف و فیبروز را نشان می‌دهد.
علاوه بر این، مش دارای قدرت کافی برای مقاومت در برابر اعمال اساسی و رفتار بافت در شرایط فیزیولوژیکی، به ویژه در هنگام بازسازی بافت از طریق خود مش است. این ناحیه تحت فشارهای مختلفی قرار می‌گیرد که از محتویات شکم، فشار عضلات شکم/دیافراگم و اندام‌های تناسلی و همچنین اعمال تنفسی وارد می‌شود. برای یک زن متوسط در سنین باروری، لگن باید بارهای ۲۰ نیوتن را در وضعیت خوابیده به پشت، ۲۵ تا ۳۵ نیوتن در وضعیت ایستاده و ۹۰ تا ۱۳۰ نیوتن را در حین سرفه تحمل کند. هر شبکه ای که در ناحیه لگن کاشته می‌شود باید به اندازه کافی قوی باشد که بتواند این بارها را تحمل کند.

## مقررات
در سال ۲۰۱۸، انگلستان به‌طور موقت کاشت مش واژینال را برای درمان بی‌اختیاری ادرار تا بررسی بیشتر در مورد خطرات و اقدامات حفاظتی در دسترس متوقف کرد.
در ایالات متحده، FDA مش جراحی ترانس واژینال را در سال ۲۰۱۶ به عنوان «کلاس III» (خطر بالا) طبقه‌بندی کرد، و در اواخر سال ۲۰۱۸، درخواست‌های تأیید پیش‌مارک را برای مش در نظر گرفته شده برای ترمیم پرولاپس ارگان لگنی واژینال، با تحقیقات بیشتر در نظر گرفت. سپس در ۱۶ آوریل ۲۰۱۹، FDA به تمام سازندگان مش‌های جراحی ترانس واژینال دستور داد تا فوراً فروش و توزیع خود را متوقف کنند.

## زیست سازگاری
کاشت مش به‌طور طبیعی پاسخ التهابی به مش درج شده ایجاد می‌کند، اما زیست سازگاری از آسانی ادغام آن تا شدت واکنش جسم خارجی متغیر است. حداقل پاسخ شامل تشکیل فیبروز در اطراف پروتز است (مثل تشکیل بافت زخم). این پاسخ با بهترین شکل زیست سازگاری ایجاد می‌شود. یک پاسخ فیزیکی باعث ایجاد یک واکنش التهابی حاد می‌شود که شامل تشکیل سلول‌های غول‌پیکر و متعاقباً گرانولوم می‌شود، به این معنی که بافت به خوبی مش را «تحمل می‌کند». در نهایت، یک پاسخ شیمیایی اجازه می‌دهد تا یک واکنش التهابی شدید در طول تلاش برای ادغام بافت-مش، از جمله تکثیر سلول‌های فیبروبلاستیک ایجاد شود. در نهایت، هدف از ایجاد مش جراحی، فرموله‌سازی چیزی است که دارای حداقل واکنش برای به حداکثر رساندن راحتی برای بیمار، جلوگیری از عفونت، و اطمینان از ادغام تمیز در بدن برای ترمیم بافت باشد.

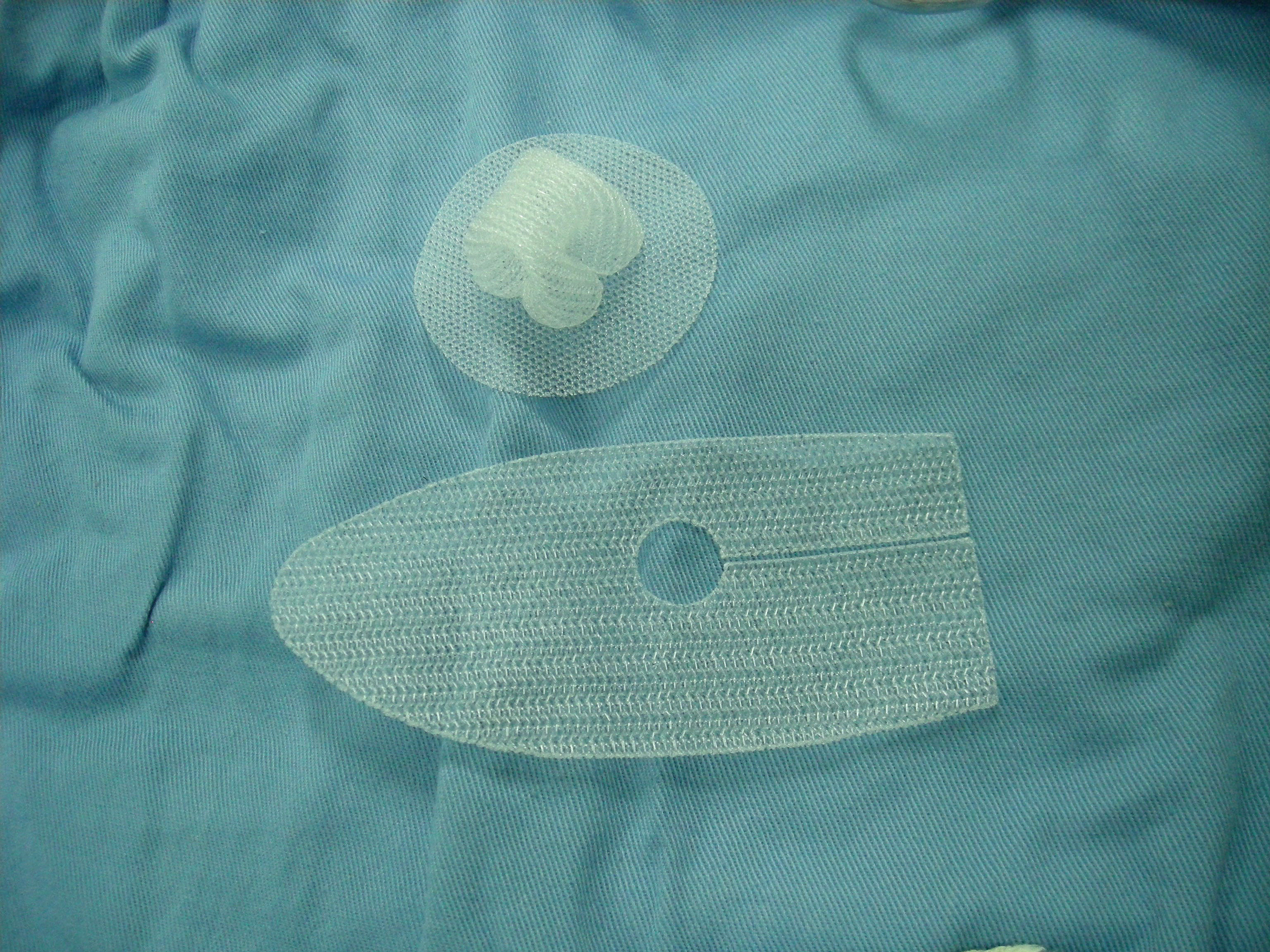
مش پلی پروپیلن (PP) در حال حاضر هم در فتق و هم در افتادگی اندام‌های لگنی استفاده می‌شود، اما ممکن است همیشه زیست سازگارترین گزینه نباشد.

تعدادی از عوامل در زیست سازگاری مش نقش دارند. تخلخل مش نسبت منافذ به کل مساحت است و بسته به اندازه منافذ در ایجاد عفونت باکتریایی یا بازسازی بافت صاف نقش دارد. اندازه منافذ زیر ۱۰ میکرومتر مستعد ابتلا به عفونت هستند زیرا باکتری‌ها ممکن است وارد شوند و تکثیر شوند، در حالی که ماکروفاژها و نوتروفیل‌ها خیلی بزرگ هستند و نمی‌توانند به از بین بردن آنها کمک کنند. با اندازه منافذ بیش از ۷۵ میکرومتر، فیبروبلاست‌ها، عروق خونی و فیبرهای کلاژن به عنوان بخشی از بازسازی بافت مجاز هستند. اگرچه توافق کلی در مورد بهترین اندازه منافذ وجود ندارد، اما می‌توان نتیجه گرفت که منافذ بزرگتر برای توسعه بافت و ادغام در داخل بدن بهتر است.
با دانستن این موضوع، مشکل فعلی انواع مش‌های مورد استفاده در انواع جراحی‌ها این است که به اندازه کافی زیست سازگار نیستند. PP یک مش مؤثر برای تنظیم اندام‌های افتادگی است، اما ممکن است به دلیل مدول الاستیسیته بالای خود باعث ناراحتی شدید بیمار شود. این باعث سفت شدن پروتز می‌شود و منجر به پاسخ التهابی بارزتر می‌شود که ادغام در بدن با رشد بافتی را پیچیده می‌کند. همان‌طور که قبلاً ذکر شد، PET به راحتی در داخل بدن تجزیه می‌شود و بافت در یکپارچگی با PTFE مشکل دارد. به این دلایل، محققان شروع به جستجوی انواع مختلفی از مش‌های جراحی کرده‌اند که ممکن است برای محیط زیستی مناسب باشند و در حین حمایت از اندام‌های افتادگی، راحتی بیشتری را فراهم کنند.